# 6 Девы
A² Девы (лат. A² Virginis), 6 Девы (лат. 6 Virginis), HD 103484 — одиночная звезда в созвездии Девы на расстоянии приблизительно 168 световых лет (около 51,4 парсек) от Солнца. Возраст звезды определён как около 1,514 млрд лет.

## Характеристики
6 Девы — оранжевый гигант спектрального класса K0III, или K0IV, или K0. Визуальная звёздная величина звезды — +5,575m. Масса — около 1,987 солнечной, радиус — около 5,67 солнечного, светимость — около 15,849 солнечной. Эффективная температура — около 4937 K.

## Планетная система
В 2019 году учёными, анализирующими данные проектов Hipparcos и Gaia, у звезды обнаружена планета HIP 58110 b.